# Lecumberri, el palacio negro
El palacio negro, conocida también como Lecumberri, el palacio negro, es un documental de 1976 dirigido por Arturo Ripstein, acerca del Palacio de Lecumberri, un reclusorio en la Ciudad de México.

## Sinopsis
Tras la construcción de nuevos reclusorios como parte de la reforma del sistema carcelario emprendida por el gobierno del presidente Luis Echeverría Álvarez (1970-1976), la vieja cárcel de Lecumberri, construida a principios del siglo XX, iba a ser desalojada para luego convertirse en el Archivo General de la Nación. Este documental registra la vida cotidiana en la cárcel poco antes de su clausura.
La historia de Lecumberri se resume con fotos de archivo acompañadas por una voz en off, seguidas por un reportaje sobre una fuga descubierta el 26 de mayo de 1976. A continuación se muestra una serie de secuencias sobre la vida en la cárcel: la llegada de un grupo de presos, las actividades recreativas que estos tenían a su alcance, los castigos de uso corriente -entre ellos el apando, el calabozo descrito en la novela que con ese mismo título escribió José Revueltas, preso allí, acusado de su participación intelectual (véase activismo) en el movimiento estudiantil de 1968-, las requisas a celdas y visitantes, las condiciones del dormitorio de los presos políticos, entre otras secuencias. Los créditos finales informan al espectador que la cárcel de Lecumberri fue cerrada por las autoridades en septiembre de 1976.

## Producción
El documental se realizó por encargo del gobierno del presidente Luis Echeverría Álvarez (1970-1976) y de su hermano Rodolfo Echeverría Álvarez, director de cinematografía, con la consigna de registrar los últimos momentos de Lecumberri como cárcel a raíz de la reforma del sistema carcelario del estado mexicano, que buscaba la rehabilitación social de los reclusorios existentes. Concebido inicialmente como un cortometraje, el proyecto creció hasta convertirse en un largometraje documental. 

### Guionistas
El guion fue escrito por Arturo Ripstein, Margarita Suzan y Miguel Necoechea, con colaboraciones de José Emilio Pacheco y Tomás Pérez Turrent.
Durante la filmación del documental Lecumberri albergaba a más de cinco mil reclusos; entre ellos se encontraban activistas políticos, encarcelados en las mismas condiciones que los convictos por otros crímenes. Ripstein trató de entrevistar a un gran número de internos; sólo cuatro de ellos, presos por su militancia política, accedieron a colaborar con el director. Años después, Ripstein retomaría los testimonios de estos cuatro reclusos para realizar otro documental: Los héroes y el tiempo.

## Temas
Para Ripstein, una prioridad era retratar el movimiento de izquierda de la época.
Según el crítico de cine Paulo Antonio Paranaguá, El Palacio Negro presenta el contraste entre los representantes del discurso oficial (el orden burocrático, los uniformados) y la humanidad de los reclusos, y las canciones que estos interpretan en algunas escenas.

## Estreno
El palacio negro se estrenó el 2 de noviembre de 1977 en el Salón Rojo de la Cineteca Nacional, dentro del ciclo Nuevo Cine Mexicano.